# Pedro Peres

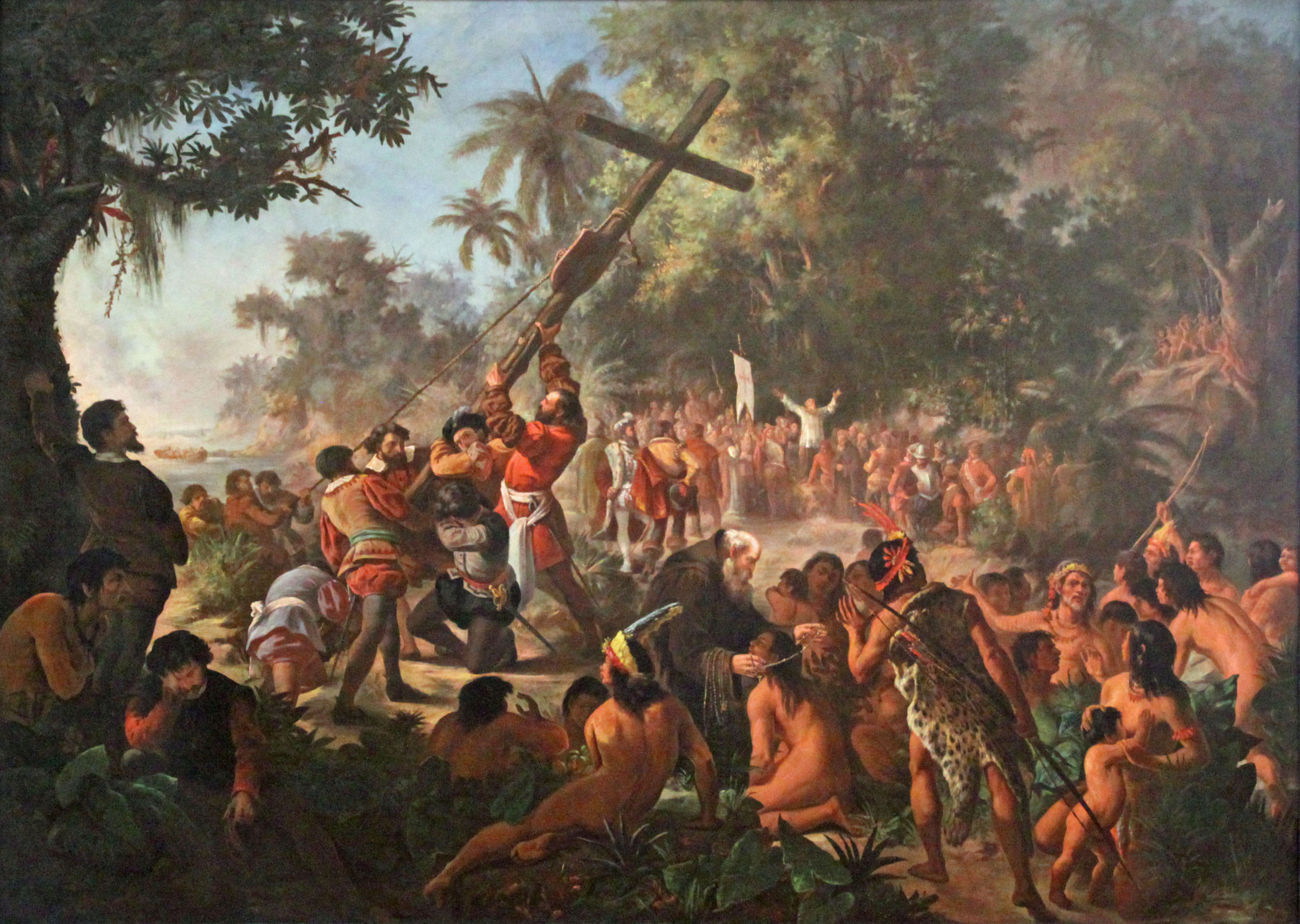
A elevação da cruz, 1879. Museu Nacional de Belas Artes

Pedro José Pinto Peres (Lisboa, 1841 -- Rio de Janeiro, 1923) foi um pintor e  desenhista, nascido em Portugal, que se transferiu aos cinco
anos de idade para o Brasil, onde estudou, se formou e produziu sua obra pictórica. 

## Biografia
Estudou no Liceu de Artes e Ofícios e, em 1868, na Academia Imperial de Belas Artes. Foram seus professores Chaves Pinheiro, Agostinho José da Mota e Vitor Meireles de quem recebeu forte influência.

## Galeria

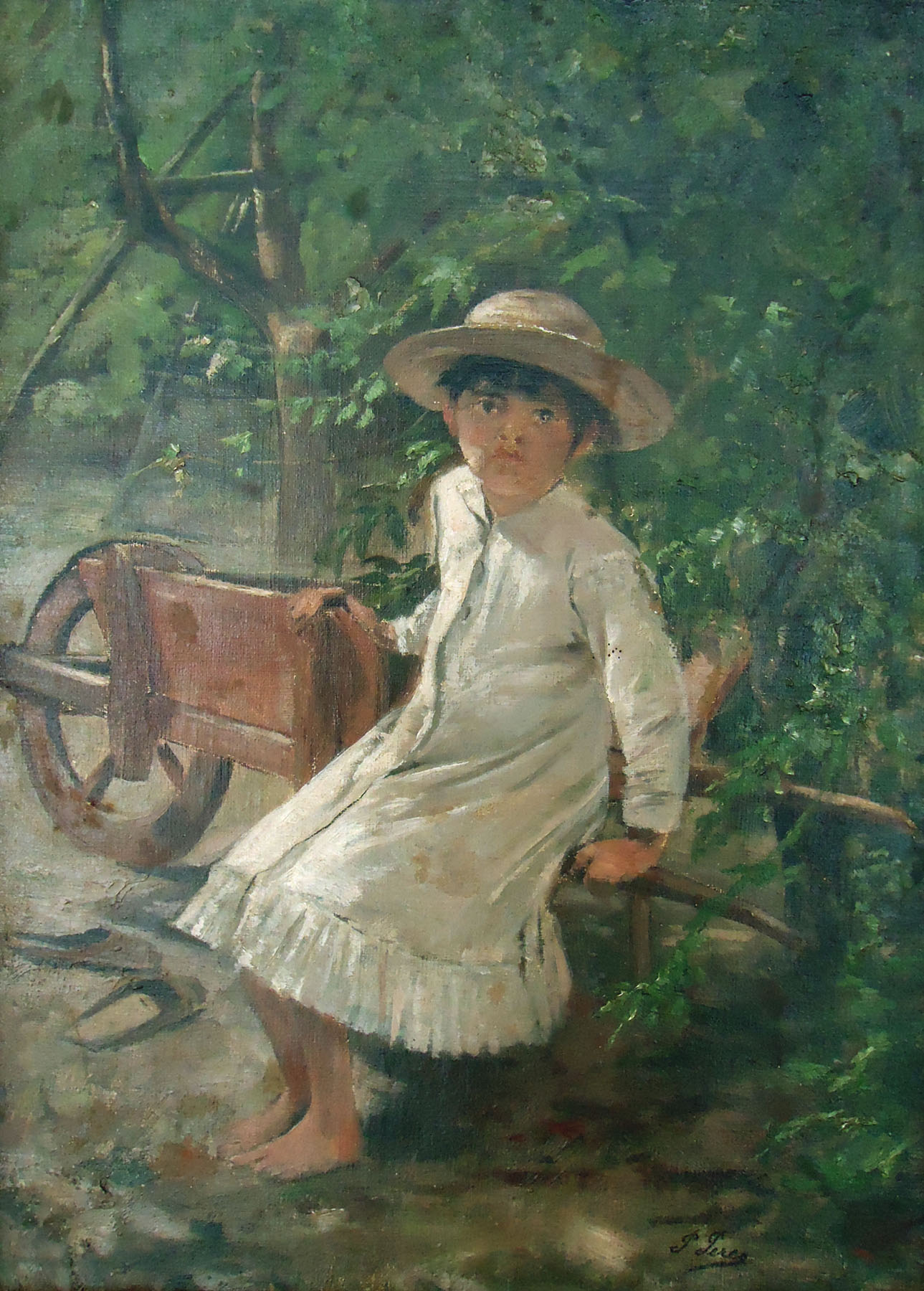
Pedro Peres (1841-1923), Child in the backyard, probably early XX century, oil on canvas, 34,5 x 25 cm, Photo Gedley Belchior Braga
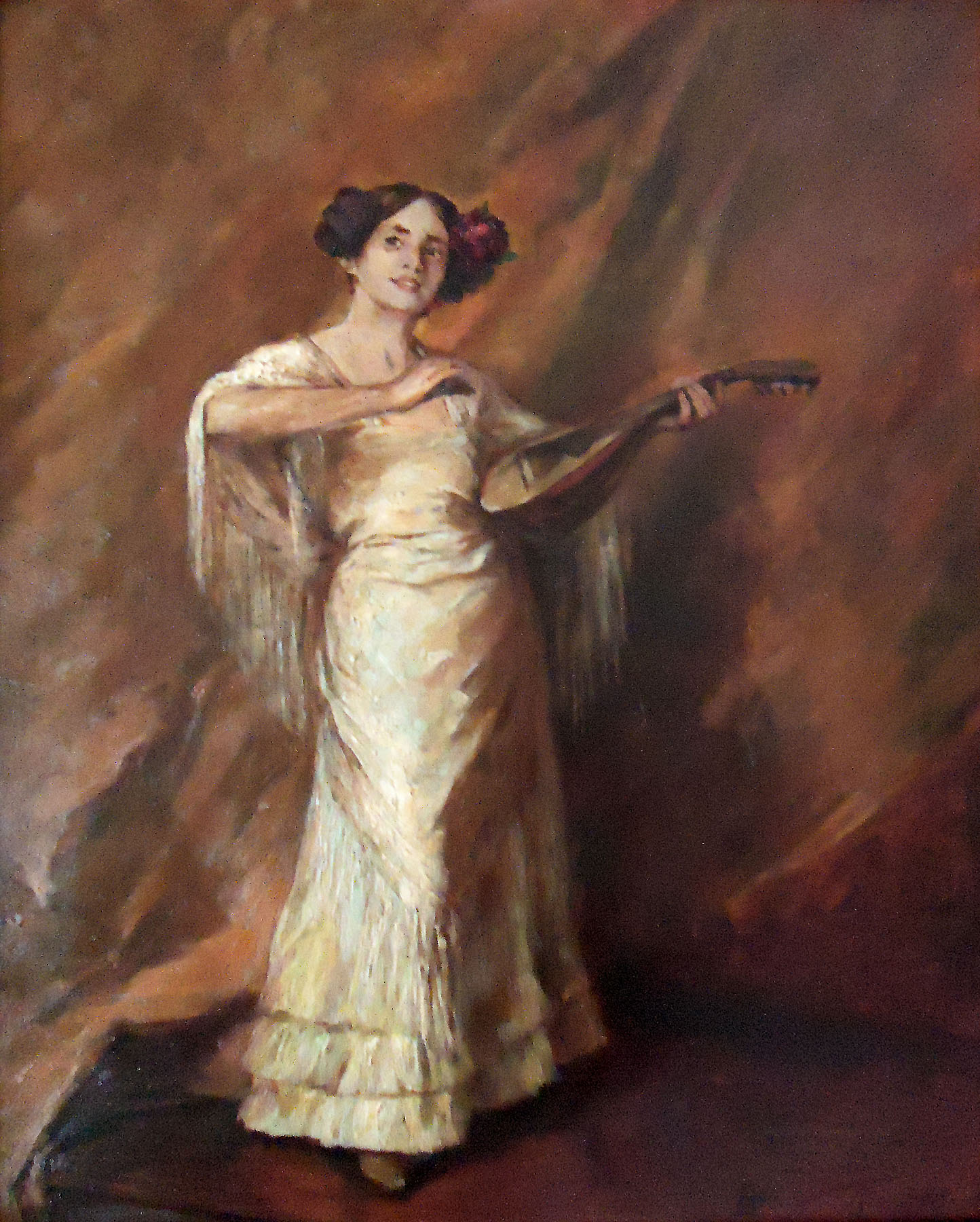
Pedro Peres (1841-1923), Woman playing the lute, Rio de Janeiro, 1908, oil on wood panel, 40,5 x 32 cm, Photo Gedley Belchior Braga
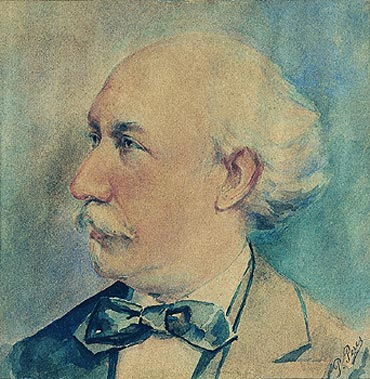
Pedro Peres - Retrato de Victor Meirelles
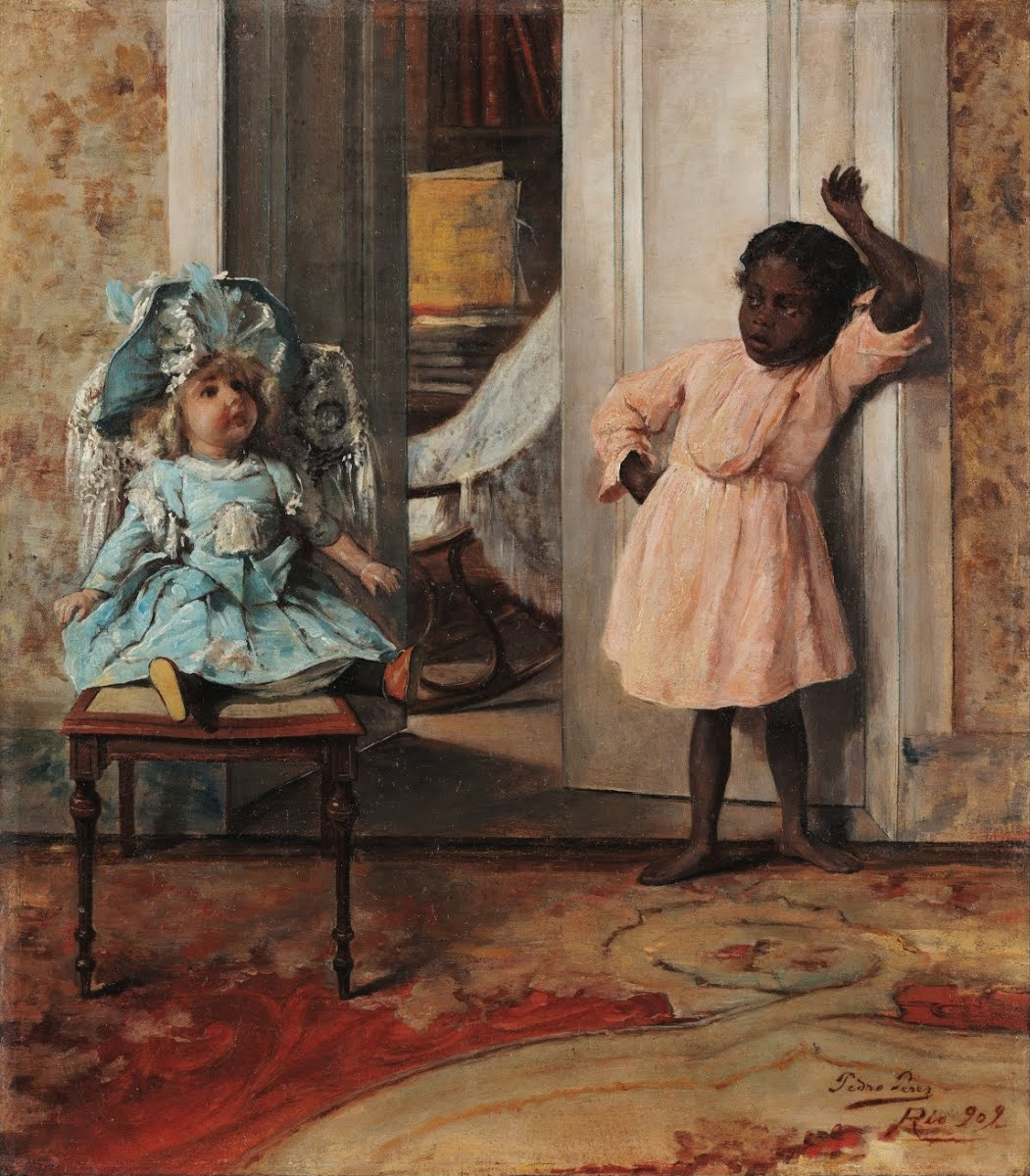
Pedro Peres - Fascinação
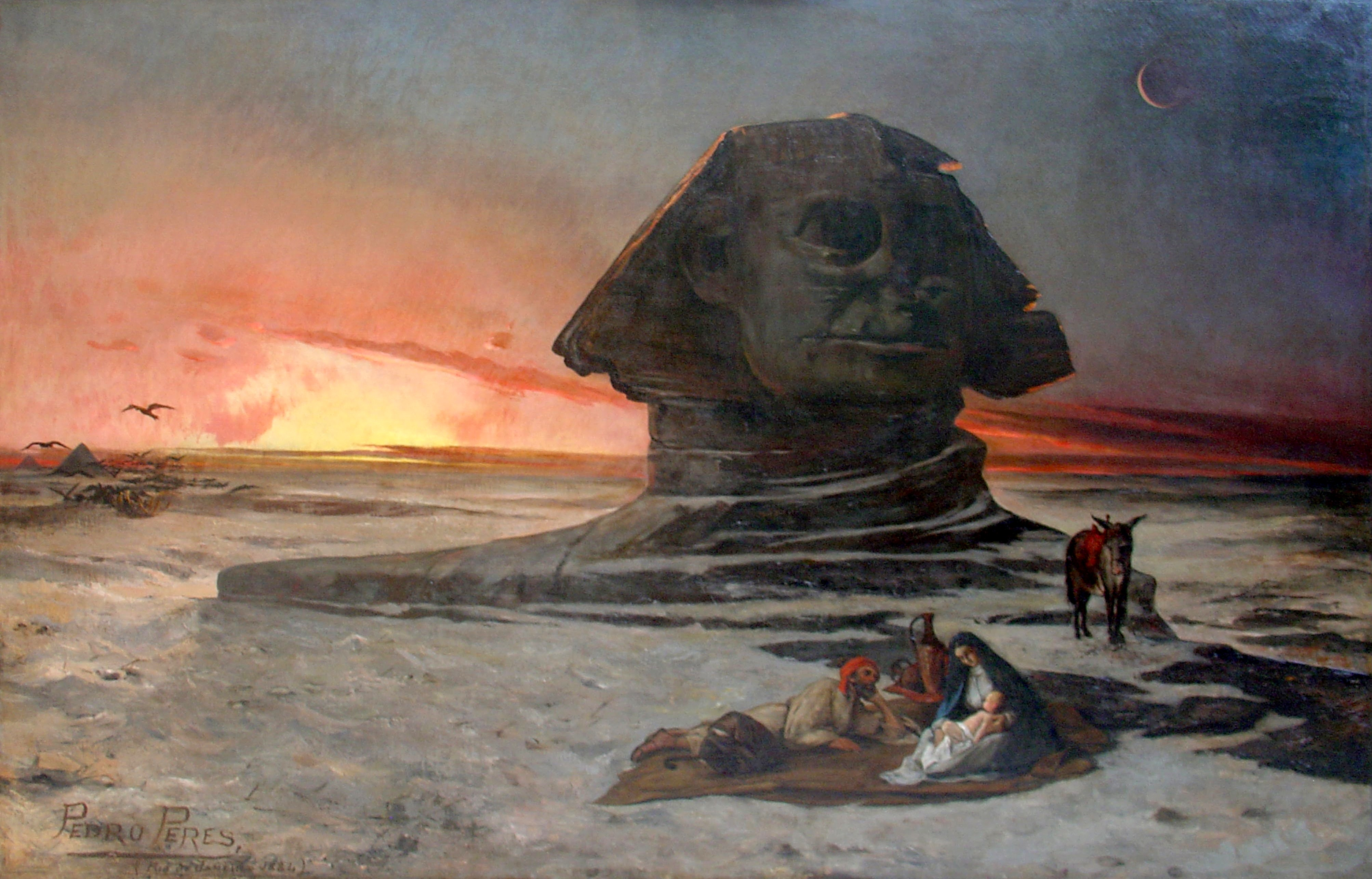
Pedro Peres - A fuga para o Egito
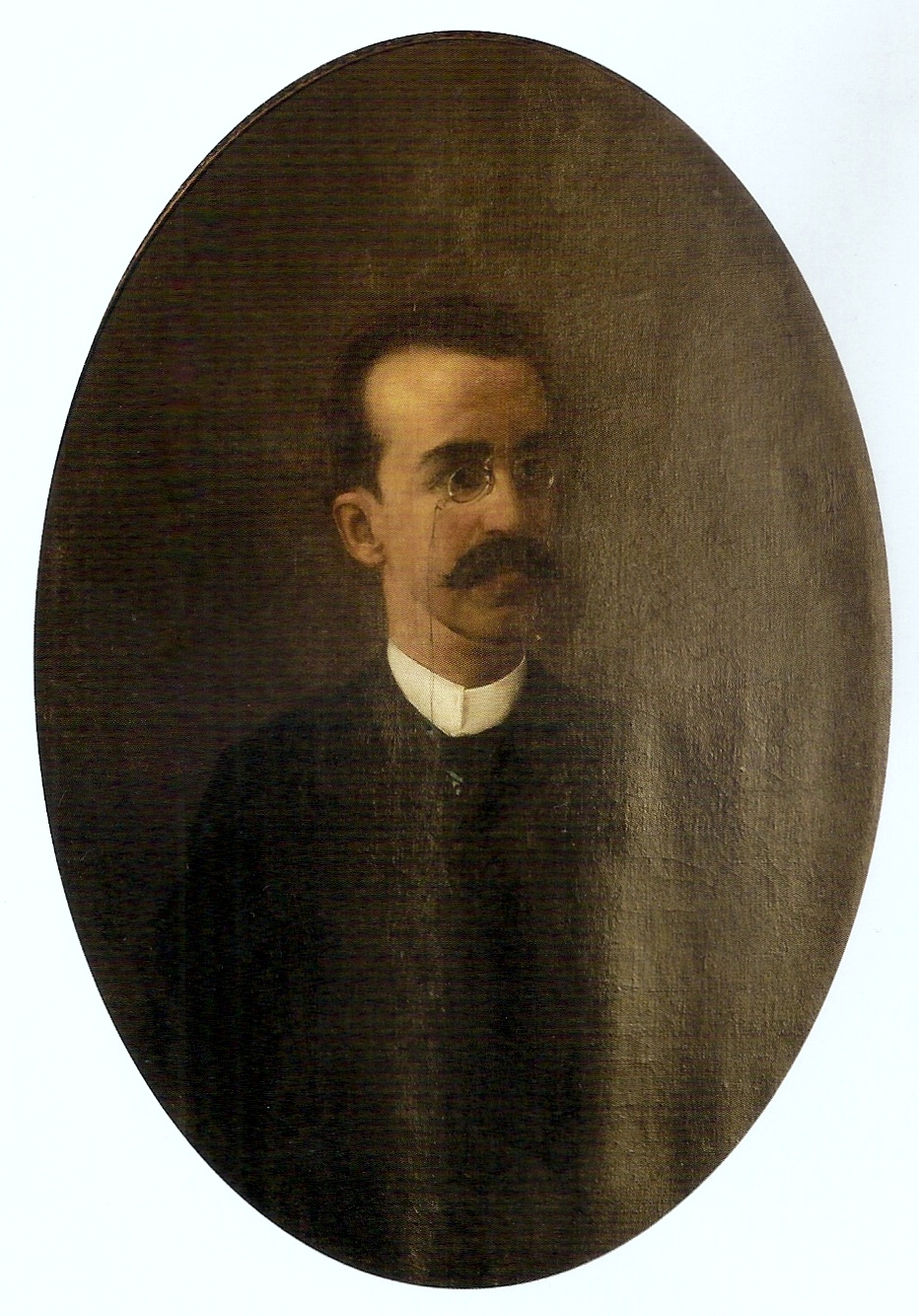
Pedro Peres - Retrato de Rui Barbosa
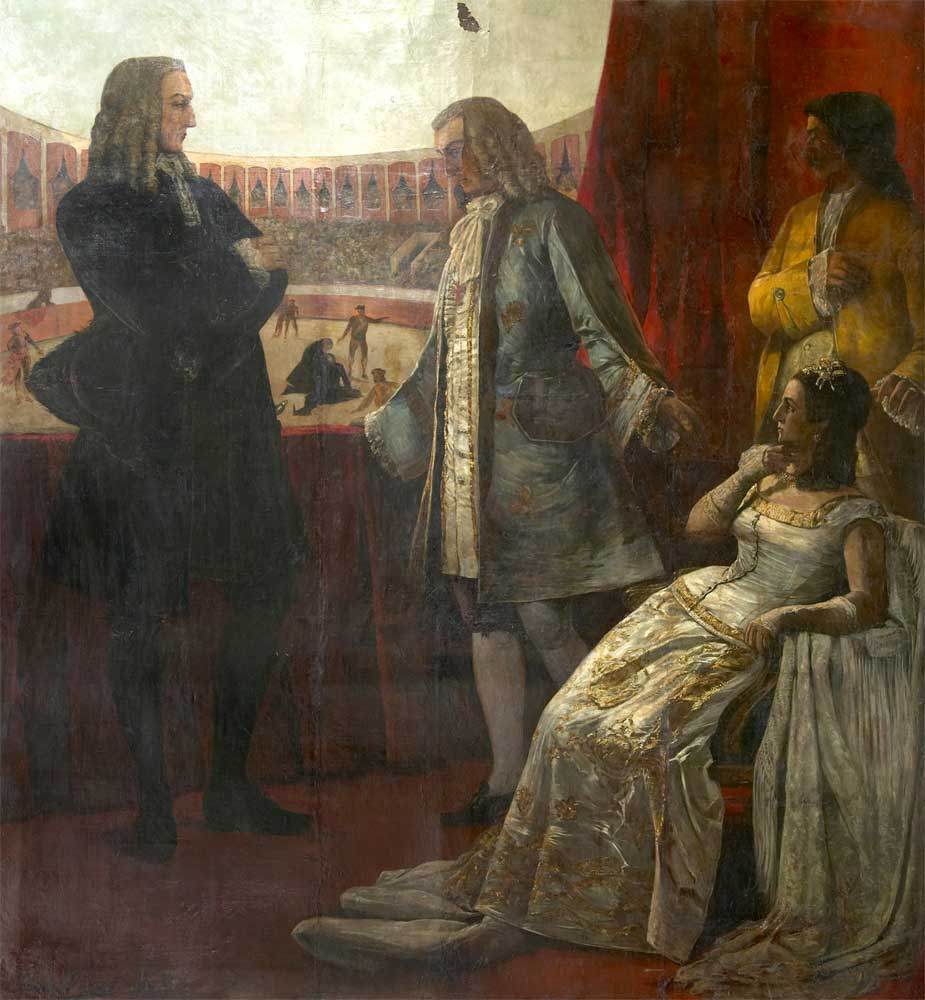
Última Corrida de Touros em Salvaterra (1882) - Pedro Peres